# Клир-Лейк (город, Миннесота)
Клир-Лейк (англ. Clear Lake) — город в округе Шербурн, штат Миннесота, США. На площади 2,1 км² (2,1 км² — суша, водоёмов нет), согласно переписи 2002 года, проживают 266 человек. Плотность населения составляет 129,5 чел./км². 
- Телефонный код города — 320
- Почтовый индекс — 55319
- FIPS-код города — 27-11764[1]
- GNIS-идентификатор — 0641296[2]